# پاتریک برونته
پاتریک برونته (به انگلیسی: Patrick Brontë؛ زاده ۱۷ مارس – درگذشته ۷ ژوئن ۱۸۶۱) یک پیشوای روحانی منطقه هاورث اهل پادشاهی ایرلند بود. خواهران برونته، شارلوت برونته، امیلی برونته و آن برونته فرزندان وی بودند.